# Мордвинова, Амалия Руслановна
Ама́лия Русла́новна Беля́ева (при рождении Людми́ла Русла́новна Пары́гина, по второму мужу Зо́рина, позже взяла имя Амалия и девичью фамилию матери Мордви́нова, по третьему мужу Гольда́нская, псевдоним Амалия&Амалия; род. 20 ноября 1973, Южно-Сахалинск, СССР) — российская актриса театра, кино и дубляжа, теле- и радиоведущая.

## Биография
Родилась 20 ноября 1973 года в Южно-Сахалинске.
Мать: учительница Людмила Мордвинова. Отец Амалии, Морис Шлемович Бонфельд, вологодский композитор и музыковед, бросил семью ещё до рождения дочери. Отчим Амалии, инженер Руслан Парыгин, женившись на матери Амалии, удочерил девочку и дал ей свою фамилию. После окончания школы в Вологде сдала экзамены в ГИТИС и Щукинское училище, но выбрала Щукинское училище. Сначала хотела поступить на режиссёрское отделение.
Окончила Театральное училище имени Б. В. Щукина в 1995 году (курс Аллы Казанской). В 1995—1998 годах работала в театре «Ленком», где сыграла роль Анны Болейн в спектакле «Королевские игры», позднее перешла в Московский театр имени Вл. Маяковского, была занята также в спектаклях «Русской антрепризы» Михаила Козакова.
Первая роль в кино — в фильме «Дорога в рай» (1993). Популярность актрисе принесли главные роли в фильме «Сны» (1993) и сериале «Охота на Золушку» (2000).
Исповедует иудаизм. С 2009 года проживала в Индии, а через 7 лет, в 2016 году, переехала в США.

### Личная жизнь
- Второй муж (1993—1999) — Игорь Зорин, звукорежиссёр театра «Ленком». Разница в возрасте супругов составляла 7 лет[11][12].
- Третий муж[11][13] (2000—2004) — Александр Гольданский, предприниматель и экономист, руководитель с 1993 года фирмы «Зелёный лес», производящей двери и окна из ценных пород дерева. Руководил предприятием «Театральное дело Гольданскихъ», продюсер.
  - Дочь — Диана Гольданская (род. 30 апреля 2001 года)[14][15][16][17].
- Четвёртый муж (2005—2009) — Вадим Беляев, предприниматель. Разведена с 27 октября 2009 года.
  - Сын — Герман Беляев (род. 28 ноября 2005 года)[18].
  - Дочь — Евангелина Беляева (род. 31 марта 2007 года)[19].
  - Дочь — Серафима Беляева (род. 18 марта 2009 года)[20][21][22][23][24].

## Награды
- 1996 — Лауреат Государственной премии России (за роль Анны Болейн в спектакле «Королевские игры», театр «Ленком»)
- 1996 — Лауреат премии «Хрустальная Турандот» (победитель в номинации «Лучший дебют сезона», за роль Анны Болейн в спектакле «Королевские игры», театр «Ленком»)[25]
- 1996 — Лауреат Приза симпатий газеты «Комсомольская правда» (за роль Анны Болейн в спектакле «Королевские игры», театр «Ленком»)
- 1998 — Лауреат премии журнала «Огонёк» (специальный диплом «Открытие-98»)[26]
- 2000 — Лауреат VI ежегодного городского фестиваля фильмов о Москве и москвичах «Московский Пегас» (приз «Серебряный Пегас» за лучшую женскую роль, фильм «Затворник», реж. Егор Кончаловский)[27]
- 2000 — Лауреат VII Международного фестиваля актёров кино «Балтийская жемчужина» («Baltijas pērle») в Риге (приз за лучшую женскую роль второго плана, фильм «Лето, или 27 потерянных поцелуев», реж. Нана Джорджадзе)[28]
- 2003 — Лауреат театральной премии «Чайка» по итогам сезона 2002—2003 годов (дуэт Амалии Гольданской и Григория Сиятвинды был признан победителем в номинации «Некоторые любят погорячее», спектакль «Свойства страсти», антреприза «Театральное дело ГольданскихЪ»)

## Роли в театре
- 1993 — Марсельеза[29] — «Безумный день, или Женитьба Фигаро», по пьесе Бомарше, реж. Марк Захаров и Юрий Махаев / «Ленком»
- 1995 — Анна Болейн — «Королевские игры», опера для драматического театра Г.Горина и Ш.Каллоша по мотивам пьесы М.Андерсона «1000 дней Анны Болейн», реж. Марк Захаров и Юрий Махаев / «Ленком» — пресса
- 1996 — Эльвира — «Невероятный сеанс», по пьесе Н.Кауарда «Неугомонный Дух», перевод М.Мишина, реж. Михаил Козаков / Русская антреприза Михаила Козакова
- 1997 — Варенька Доброселова — «Фальбала», театральная фантазия А.Родионовой и С.Коковкина по роману Ф. М. Достоевского «Бедные люди», реж. Михаил Мокеев / Театр «Моно-Дуэт-Трио» п/р А.Филиппенко
- 1998 — Паола — «Паола и львы, или Сублимация любви в стиле dell’arte», по пьесе Альдо де Бенедетти «Паола и львы», перевод Т.Скуй, реж. Михаил Козаков / Русская антреприза Михаила Козакова
- 1998 — Дафна — «Цветок смеющийся», по пьесе Н.Кауарда, перевод М.Мишина, реж. Михаил Козаков / Русская антреприза Михаила Козакова
- 1998 — Анна Дэмби — «Кин IV», по пьесе Г.Горина, написанной по мотивам пьесы А.Дюма-отца «Кин, или Гений и беспутство», реж. Татьяна Ахрамкова / Московский академический театр имени Вл. Маяковского
- 2000 — Катя — «Vanjushin’s children», по пьесе С.Найдёнова «Дети Ванюшина», реж. Андрей Гончаров / Московский академический театр имени Вл. Маяковского
- 2001 — Ева Крейн — «Не о соловьях», по пьесе Т.Уильямса, перевод В.Вульфа и А.Чеботаря, реж. Татьяна Ахрамкова / Московский академический театр имени Вл. Маяковского — пресса
- 2001 — Анна Полонская — «Самая, самая, самая…», по пьесе А.Гольданской, реж. Амалия Гольданская / Антреприза «Театральное дело ГольданскихЪ» — пресса
- 2003 — Она — «Свойства страсти», по мотивам пьесы Э.Ионеско «Бред вдвоем», реж. Андрей Беркутов и Роман Самгин / Антреприза «Театральное дело ГольданскихЪ»
- 2004 — Приглашенная «звезда»[30] — спектакль-концерт «Клуб комедии», реж. Сергей Петрейков / Комический театр «Квартет И»
- 2005 — Монтировщица Скрябина — «ПроЯвления любви», по пьесе Ксении Драгунской «Друг с другом», реж. Ольга Субботина / «Другой театр» — пресса
- 2007 — Нинка — «Нинкина земля. Чужие», по пьесе Натальи Ворожбит «Демоны», реж. Елена Новикова / Театр «Центр драматургии и режиссуры»
- 2008 — Анна — «Близость», по пьесе Патрика Марбера «Ближе», перевод Гаянэ Багдасарян, реж. Елена Новикова / Проект финансовой корпорации «Открытие»
- 2008 — Женщина — «Пришел мужчина к женщине», по пьесе С.Злотникова, реж. Иосиф Райхельгауз / Театр «Школа современной пьесы»

## Фильмография
| Год       |    | Название                                      | Роль                                         |
| --------- | -- | --------------------------------------------- | -------------------------------------------- |
| 1993      | ф  | Дорога в рай                                  | певица                                       |
| 1993      | ф  | Сны                                           | графиня Призорова / Мария Ивановна Степанова |
| 1994      | ф  | Здравствуй, племя молодое…                    | Лера                                         |
| 1995      | ф  | Роковые яйца                                  | Гелла                                        |
| 1996      | ф  | Любовники умирают                             | невеста                                      |
| 1997      | ф  | Вор                                           | докторша                                     |
| 1998      | ф  | Женская собственность                         | Ольга                                        |
| 1998—2002 | с  | Самозванцы                                    | Нина                                         |
| 1999      | ф  | Затворник                                     | Анна Скороходова, студентка филфака          |
| 2000      | ф  | 27 украденных поцелуев                        | Вероника                                     |
| 2000      | с  | Охота на Золушку                              | Ева / «Мышь»                                 |
| 2002      | ф  | Вход через окно                               | Валентина                                    |
| 2003      | ф  | Есть идея…                                    | снималась                                    |
| 2003      | тф | Ищу невесту без приданого                     | Эльвира Хоменко                              |
| 2003      | ф  | Рецепт колдуньи                               | Полина                                       |
| 2004      | с  | Грехи отцов                                   | Ольга Ковалёва                               |
| 2004      | с  | Даша Васильева. Любительница частного сыска-2 | Вероника                                     |
| 2004      | ф  | Слова и музыка                                | Фёкла                                        |
| 2004      | с  | Только ты                                     | Юля                                          |
| 2004—2005 | с  | Осторожно, Задов!                             | Лена                                         |
| 2005      | ф  | Зеркальные войны. Отражение первое            | агент Оранж                                  |
| 2005      | с  | Исцеление любовью                             | Римма                                        |
| 2005      | с  | Лебединый рай                                 | Элла                                         |
| 2005      | с  | Право на любовь                               | Бэлла                                        |
| 2005      | ф  | Три мушкетёра                                 | королева Анна Австрийская                    |
| 2006      | ф  | Блюз опадающих листьев                        | читательница с бутербродом                   |
| 2006      | с  | Парижане                                      | Александра Панфёрова                         |
| 2006      | с  | Погоня за ангелом                             | Ольга Николаева                              |
| 2008      | ф  | Антисекс                                      | Светлана                                     |
| 2008      | тф | Без вины виноватые                            | Нина Павловна Коринкина                      |
| 2008      | ф  | День радио                                    | дрессировщица Нина                           |
| 2008      | с  | Фотограф                                      | Салли Джонс                                  |
| 2009      | ф  | Кромовъ                                       | Елизавета Кромова                            |
| 2011      | ф  | Generation П                                  | Лена                                         |

### Озвучивание мультфильмов
| Год  |    | Название          | Роль            |
| ---- | -- | ----------------- | --------------- |
| 2004 | мф | Столичный сувенир | фотомодель Ляля |

### Дубляж
| Год  |    | Название                                      | Роль                                            |
| ---- | -- | --------------------------------------------- | ----------------------------------------------- |
| 2006 | ф  | Чемоданы Тульса Люпера. Русская версия (2003) | Пэшн (Кэрелин Деверне), Трикси (Франка Потенте) |
| 2007 | мф | 101 далматинец (1961)                         | Стервелла Де Виль                               |

## Телевидение и радио
В 2000 году была ведущей программы «Открытый проект. Молодёжный канал» на телеканале «ТВ Центр». В том же 2000 году выступала в качестве соведущей в нескольких выпусках молодёжного ток-шоу «Акуна матата» на телеканале РТР.
В 2002 году вместе с Григорием Сиятвиндой снялась в рекламном ролике кофе Nescafe Gold.
В 2005—2007 годах вела авторскую программу на радио «Эхо Москвы» (программа, сначала названная «Территория Амалии», спустя некоторое время была переименована и получила название «Доброй охоты!»).

## Поэзия
В 2016 году выпустила сборник стихотворений «Концепция райского сада».